# Afrenella seydeli
Afrenella seydeli är en fjärilsart som beskrevs av Emilio Berio 1973. Afrenella seydeli ingår i släktet Afrenella och familjen nattflyn. Inga underarter finns listade i Catalogue of Life.